# Нижняя Пажма
Нижняя Па́жма — деревня в Юкаменском районе Удмуртии, в составе Ёжевского сельского поселения.

## География
Деревня расположена на высоте 216 м над уровнем моря.
Улицы деревни:
- Зелёная

## Население
Численность постоянного населения деревни составляет 53 человека (2007).